# جورج بوت
جورج بوت (انگلیسی: George Boote؛ 1878 – 1930 (aged 52)) بازیکن فوتبال اهل بریتانیا بود.
از باشگاه‌هایی که در آن بازی کرده‌است می‌توان به باشگاه فوتبال استوک سیتی و باشگاه فوتبال پورت ویل اشاره کرد.